# David Hernández de la Fuente
David Hernández de la Fuente (1974) est un homme de lettres et helléniste espagnol.

## Biographie
Né à Madrid en 1974, il y fit ses études secondaires et universitaires, jusqu’à l’Université Complutense de Madrid, où il obtint plusieurs diplômes : en philologie classique, en philologie hispanique et en droit. Il soutint une thèse de doctorat en histoire sociale de l’Antiquité.
Enseignant-chercheur, il enseigna à l’Université Charles-III de Madrid, à l’Université de Potsdam et à l’Université nationale d'enseignement à distance.
Il fut professeur invité au CNRS, à l’Université Paris-Nanterre, à l’Université de Florence, à l’Académie des sciences de Berlin-Brandebourg, à l’Université libre de Berlin, à l’Université Columbia de New York. Il enseigne actuellement à l’Université Complutense de Madrid.
Il reçut plusieurs prix, dont le Prix national de la Fondation Pastor d’Études Classiques (Madrid) en 2005 pour sa thèse de doctorat, et le Burgen Scholarship Award de l’Academia Europæa en 2014.
Auteur de nombreux livres et articles sur le monde antique et de vulgarisation scientifique, il se spécialisa dans la religion et la mythologie grecques, s’intéressant notamment à la divination, au dionysisme, au pythagorisme et au néoplatonisme.
Il commença en 2004 une carrière d’auteur de fiction, publiant romans et nouvelles dans des revues littéraires.

## Œuvres
- Études

1. Lovecraft : una mitologia [Lovecraft : une mythologie], 2004
2. Oráculos griegos [Oracles grecs], 2008
3. Las Máscaras del hidalgo [Les Masques d’Hidalgo], 2010
4. New Perspectives on Late Antiquity [Nouvelles perspectives sur l’Antiquité tardive], 2011
5. Vidas de Pitágoras [Vies de Pythagore], 2011
6. Civilización griega [Civilisation grecque], 2014
7. Historia del pensamiento político griego: teoría y praxis [Histoire de la pensée politique : théorie et pratique], 2014
8. Breve Historia de Bizancio [Brève Histoire de Byzance], 2015
9. Mitología clásica [Mythologie classique], 2015
10. El Despertar del alma. Dioniso y Ariadna, mito y misterio [L’Éveil de l’âme. Dionysos et Ariane, mythe et mystère], 2017
11. Breve historia política del mundo clásico [Brève Histoire politique du monde classique], 2017

- Fiction

1. Las Puertas del sueño [Les Portes du rêve], 2005
2. Continental, 2007
3. La Caverna de las cigarras [La Caverne des cigales], 2011
4. El regreso de los Heraclidas [Le Retour des Héraclides], 2017
5. El origen del vellocino de oro [L’Origine de la Toison d’or], 2017

- Traduction

1. Nonnos de Panopolis, Dionisiacas (Dionysiaques), chants XII-XXIV, 2001 ; XXV-XXXVI, 2004 ; XXXVII-XLVIII, 2008
2. Plutarque, Vidas paralelas (Vies parallèles), « Cimon-Lucullus », 2007
3. Anonyme médiéval, Cantar de Ruodlieb, 2002 et 2010
4. Bryan Ward-Perkins, La caída de Roma y el fin de la civilización (La chute de Rome : fin d'une civilisation), 2007
5. Pedro Barceló, Alejandro Magno (Alexandre le Grand), 2011

## Sources
- Page Wikipedia préexistante en espagnol
- https://produccioncientifica.ucm.es/investigadores/144320/detalle
- https://www.ae-info.org/ae/Acad_Main/Burgen_Scholars_2014